# Akaste (okeanida)
Akaste (gr. Ἀκάστη Akástē, łac. Acaste) – w mitologii greckiej jedna z okeanid.
Uchodziła za córkę tytana Okeanosa i tytanidy Tetydy.